# GoldSrc引擎模组列表

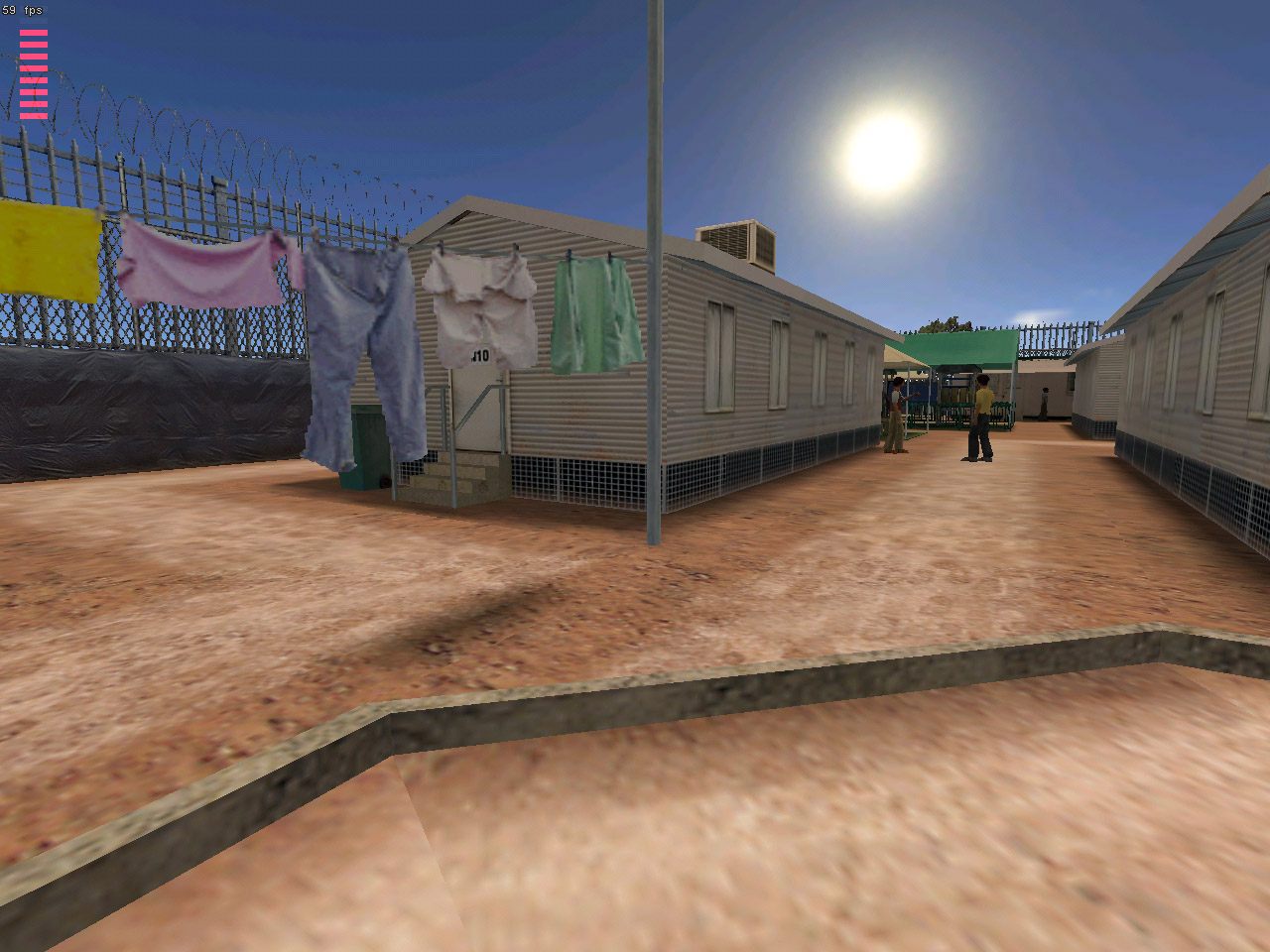
Escape from Woomera是一个冒险游戏，设定在伍默拉移民接待和处理中心

此列表收录的内容为GoldSrc引擎游戏《半条命》专用的模组。
列表内有两个类别：服务端模组（插件）和客户端模组。前者为只能在多人游戏服务器中运行的，后者为直接添加内容到游戏中的，例如新的剧情、模型、音效等。相反的是，服务端模组只增加功能。

## 客户端模组

### 单人游戏模组
- 恐惧之泣 - Afraid of Monsters的精髓继承者，游戏中玩家将扮演西蒙（Simon），一个因遭遇车祸而下肢截瘫而开始写书的人，此游戏也包含合作模式。最初只是一个模组，后来作为独立游戏在Steam发布。
- Escape from Woomera - 一个未完成的冒险游戏，旨在批判澳大利亚政府强制拘留寻求庇护者以及对拘留中心进行媒体封锁的做法。
- They Hunger - 这是一个单人游戏恐怖模组，一共三章，由Neil Manke的 Black Widow Games发布, 第一部发布于1999年, 第二部发布于2000年，2001年发行了最后一部. 这三部的合集曾经附赠于PC Gamer 杂志。
- USS Darkstar - 游戏中玩家将扮演一名在星际飞船上执行深空科研任务的科学家；后来实验出错，玩家被迫将自己武装起来与外星生物厮杀。此模组曾在2001年被附赠于PC Gamer 杂志。
- Wanted! - 美国旧西部风格的模组，讲述了镇治安官追捕歹徒的故事。敌人包括响尾蛇、美国原住民与其他法外之徒。此模组包含原创配音与特定时代的武器，由Maverick Developments制作并作为一个免费模组发布，有时与零售版的CS和其他同一制作组的模组捆绑。此制作组的另一个作品为Absolute Redemption，剧情设定在《半条命》与《半条命2》之间。[1]

### 多人游戏模组

#### 团队死亡竞赛
- Action Half-Life - 一个以团队为基础的模组，旨在给予玩家一种动作片般的体验。
- 反恐精英 - 获得巨大成功，以团队为基础的战术型第一人称射击游戏，战斗发生在两个团队——反恐部队和恐怖分子之间。最初是模组，后作为独立游戏发售。
- 絕對武力：一觸即發 - 絕對武力的改良版本，玩法與原先一致。
- Deathmatch Classic - Valve公司的官方模组，旨在重制雷神之锤的死亡竞赛。[2]
- Earth's Special Forces - 基于漫画/动画《七龙珠》的以战斗为主的游戏，拥有独特的3D战斗系统。
- Firearms - 一个基于团队死亡竞赛模式的游戏，着重武器和玩家自定义化。
- Frontline Force - 以团队为主的第一人称射击模组。
- Ricochet - 另一个官方模组，受到街机游戏和平台游戏的影响而诞生。[3][4]
- Science and Industry - 一个以团队为基础的模组，游戏中玩家将扮演在两个互相竞争的研究机构中工作的安保人员。此模组的特色为武器研发系统。
- The Specialists - 一个受到动作片风格启发的多人游戏模组。

#### 目标玩法
- 胜利之日 - 二战主题的第一人称射击游戏，原本是模组，后作为独立游戏发布。
- 军团要塞 - 原本是对一个《雷神世界》模组的移植。首次引入了“职业系统”的玩法，这使得玩家可以根据他们所选的职业来选择游戏方式。伴随着Steam的发布，此模组最终成为了独立游戏；2007年10月10日，续作《军团要塞2》发布。
- Global Warfare - 一个以团队为基础，拥有职业系统以及引人入胜的游戏体验与新特性（例如运兵载具运送玩家到达战场）的地点设定在中东的模组。
- Weapons Factory - 一个基于夺旗游戏的模组。

#### 其他
- International Online Soccer - 这是一个同时拥有第一人称和第三人称的多人模式足球游戏。
- Master-Sword - 1998年发布的角色扮演游戏，曾多次复出。Master-Sword常常是ModDB上最流行的模组，也是少数至今仍然“存活”的模组。[5]
- 物竞天择 - 一个关于人类与异形之间的战斗的模组，模组融合了第一人称射击游戏和即时战略游戏的玩法。2012年，此模组的独立续作发布。
- The Ship - 剧情设定在1920年代的一艘娱乐游轮上。双方玩家都分配有一个猎物，玩家目标为在无人发现的情况下杀掉他/他，而猎物的目标是保护自己并反抗猎人。此模组后作为Source引擎的独立游戏发布。[6]
- Sven Co-op - 一个玩家对抗电脑控制的敌人的合作模组。除了Sven Co-op的官方地图和玩家自制地图，也可以玩团队合作版的半条命。[7][8]

## 服务端模组
《半条命》的服务端引擎原本只能支持一次一个模组，因为它是用于加载包含引擎与模组在内的DLL的。
Metamod修复了这个问题，允许一次运行多个模组。许多模组都是在Metamod下运行，被称为Metamod插件。
AMX Mod是在Metamod下运行的插件，可使服务器载入并读取脚本，AMX Mod 可以為個別服务器提供各種特殊效果, 改變遊戲玩法等等。其名称来源于编译后的Pawn语言文件的后缀名，意为“抽象机器执行指令（Abstract Machine eXecutive）”。2007年，AMX Mod被并入了与之相关并拥有更多功能的AMX Mod X中。